# Andony Hernández
Miguel Andony Hernández Rodríguez (Guadalajara, Jalisco 20 de junio de 1981) es un exfutbolista mexicano que jugaba en la posición de mediocampista, se retiró en el Club Santos Laguna de la Primera División de México.

## Futbolista
Comenzó su carrera en 1999 con Tecos de la UAG, debutando el 10 de abril de 1999, en una derrota por 2-1 ante Tigres UANL. se convirtió en un jugador habitual en el centro del campo de Tecos, registrando casi 9.000 minutos jugados entre 1999 y 2007, fue enviado a Veracruz, y sólo jugó en dos partidos. Fue traspasado a Santos en 2008, y ha visto el tiempo de juego significativo en la Liga de Campeones de la CONCACAF, jugando en 6 juegos y anotando 1 gol contra los Islanders de Puerto Rico.

### Clubes
| Club                | País                | Año         | Partidos | Goles |
| ------------------- | ------------------- | ----------- | -------- | ----- |
| Tecos U.A.G.        | México              | 1999 - 2007 | 150      | 7     |
| Tecos A             | México              | 2006 - 2007 | 27       | 2     |
| C.D. Veracruz       | México              | 2007 - 2008 | 2        | 0     |
| Santos Laguna       | México              | 2008 - 2009 | 7        | 1     |
| Santos Laguna A     | México              | 2008 - 2009 | 17       | 1     |
| Total en su carrera | Total en su carrera | 1999 - 2009 | 203      | 11    |

#### Estadísticas
La siguiente tabla detalla los encuentros disputados y los goles marcados en los clubes en los que ha militado.
| Tecos U.A.G. · México                                                                                 | 1.ª                 | 1999-00             | 5   | 0  | - | - | - | - | 5   | 0  |
| Tecos U.A.G. · México                                                                                 | 1.ª                 | 2000-01             | 2   | 0  | - | - | - | - | 2   | 0  |
| Tecos U.A.G. · México                                                                                 | 1.ª                 | 2001-02             | 27  | 0  | - | - | - | - | 27  | 0  |
| Tecos U.A.G. · México                                                                                 | 1.ª                 | 2002-03             | 29  | 2  | - | - | - | - | 29  | 2  |
| Tecos U.A.G. · México                                                                                 | 1.ª                 | 2003-04             | 20  | 1  | - | - | - | - | 20  | 1  |
| Tecos U.A.G. · México                                                                                 | 1.ª                 | 2004-05             | 32  | 3  | - | - | - | - | 32  | 3  |
| Tecos U.A.G. · México                                                                                 | 1.ª                 | 2005-06             | 32  | 1  | - | - | - | - | 32  | 1  |
| Tecos U.A.G. · México                                                                                 | 1.ª                 | 2006-07             | 3   | 0  | 0 | 0 | - | - | 3   | 0  |
| Tecos U.A.G. · México                                                                                 | 1.ª                 | Total               | 150 | 7  | 0 | 0 | - | - | 150 | 7  |
| Tecos A · México                                                                                      | 2.ª                 | 2006-07             | 27  | 2  | - | - | - | - | 27  | 2  |
| Tecos A · México                                                                                      | 2.ª                 | Total               | 27  | 2  | 0 | 0 | - | - | 27  | 2  |
| C.D. Veracruz · México                                                                                | 1.ª                 | 2007-08             | 2   | 0  | - | - | - | - | 2   | 0  |
| C.D. Veracruz · México                                                                                | 1.ª                 | Total               | 2   | 0  | 0 | 0 | - | - | 2   | 0  |
| Santos Laguna · México                                                                                | 1.ª                 | 2008-09             | 1   | 0  | - | - | 6 | 1 | 7   | 1  |
| Santos Laguna · México                                                                                | 1.ª                 | Total               | 1   | 0  | - | - | 6 | 1 | 7   | 1  |
| Santos Laguna A · México                                                                              | 2.ª                 | 2008-09             | 17  | 1  | - | - | - | - | 17  | 1  |
| Santos Laguna A · México                                                                              | 2.ª                 | Total               | 17  | 1  | - | - | - | - | 17  | 1  |
| Total en su carrera                                                                                   | Total en su carrera | Total en su carrera | 197 | 10 | 0 | 0 | 6 | 1 | 203 | 11 |
| (1)Incluye datos de la InterLiga (2007). (2)Incluye datos de la Liga de Campeones CONCACAF (2008-09.) |                     |                     |     |    |   |   |   |   |     |    |

## Entrenador

### Clubes
| Club                         | País   | Año  |
| ---------------------------- | ------ | ---- |
| Internacional de Acapulco FC | México | 2014 |